# Ерик (приток Сала)
Ерик — река в России, протекает в Ростовской области. Устье реки находится в 386 км по правому берегу реки Сал. Длина реки составляет 76 км.

## Данные водного реестра
По данным государственного водного реестра России относится к Донскому бассейновому округу, водохозяйственный участок реки — Сал, речной подбассейн реки — Бассейн притоков Дона ниже впадения Северского Донца. Речной бассейн реки — Дон (российская часть бассейна).
Код объекта в государственном водном реестре — 05010500112107000015612.